# Polyptychoides afarissaque
Polyptychoides afarissaque là một loài bướm đêm thuộc họ Sphingidae. Nó được tìm thấy ở Ethiopia.